# Belgium az 1998. évi téli olimpiai játékokon
Belgium a japán Naganóban megrendezett 1998. évi téli olimpiai játékok egyik részt vevő nemzete volt. Az országot az olimpián 1 sportágban 1 sportoló képviselte, aki összesen 1 érmet szerzett.

## Érmesek
| Érem  | Versenyző     | Sportág        | Versenyszám  |
| ----- | ------------- | -------------- | ------------ |
| Bronz | Bart Veldkamp | Gyorskorcsolya | Férfi 5000 m |

## Gyorskorcsolya
Férfi
| Versenyző     | Versenyszám | Eredmény | Helyezés |
| ------------- | ----------- | -------- | -------- |
| Bart Veldkamp | 1500 m      | 1:51,73  | 17.      |
| Bart Veldkamp | 5000 m      | 6:28,31  |          |
| Bart Veldkamp | 10 000 m    | 13:29,69 | 4.       |